# Интерфейс ASCA
Интерфейс ASCA (англ. Artillery Systems Cooperation Activities) - оперативный интерфейс, обеспечивающий функциональную совместимость артиллерийских подразделений многонациональных группировок и их систем С2 с целью обеспечения целеуказания под общим командованием и огневого поражения противника.
Интерфейс ASCA позволяет артиллерии взаимодействовать в реальном масштабе времени при выполнении боевых стрельб через национальные системы управления артиллерийским огнем. Для его разработки и совершенствования создана многонациональная программа ASCA.
По состоянию на конец марта 2018 г. меморандум о взаимопонимании (MOU) в рамках программы ASCA подписали 9 стран (Франция, Италия, Турция, США, Германия, Великобритания, Дания, Нидерланды, Норвегия). Еще 18 стран принимают участие в программе в рамках различных договоренностей (наблюдатели (Австрия, Венгрия, Эстония, Латвия, Польша, Хорватия, Чехия), заинтересованные страны (Кувейт, Объединенные Арабские Эмираты, Иордания, Болгария, Португалия) и страны, принимающие участие при поддержке спонсоров (Бельгия, Испания, Канада, Литва, Румыния, Финляндия, Швеция)..

## Организационная структура программы ASCA
Руководящим органом для реализации программы ASCA является Комитет по взаимосовместимости (Interoperability Committee), заседающий 1 раз в год вместе с одной из сессий подкомитетов (оперативный подкомитет (Operational Subcommittee) и технический подкомитет (Technical Subcommittee)).
Указанным подкомитетам подчинены рабочая группа по испытаниям и оценке (Test and Evaluation Working Party), а также рабочая группа по вопросам безопасности (Security Policy Working Party).

## Основные сферы деятельности ASCA
В качестве ключевых доменов функциональной совместимости в ASCA рассматриваются: огневые миссии и процессы их планирования, развертывание огневых подразделений и разведка целей, мероприятия по координации огневой поддержки и средств управления воздушным движением, развертывание радиолокационных систем и поддержка миссий БПЛА, функции огневой поддержки по запросу.
В числе последних достижений программы ASCA специалисты отмечают поддержку смарт-боеприпасов (Smart, Bonus, Excalіbur, GMLRS и т. д.), локальной и тактической сетевой радиосвязи, расширение огневых миссий (корректировка огня, постановка дымовых завес и подсветка поля боя), использование РЛС контрбатарейной борьбы (COBRA, FІREFІNDER) и БПЛА (LUNA, Phoenіx и др.).